# Songs from the lion's cage
Songs from the lion's cage is het debuutalbum van de Britse band Arena. Het studioalbum is opgenomen in drie verschillende studio’s waarbij de vraag rijst of alle leden wel bij elkaar zijn geweest tijdens de opnamen (zie onder). Het album heeft als onderwerp de strijd van een eenling tegenover de massa (of op microniveau de strijd van de menselijke vechter tegenover de leeuwen in de arena).  De band was opgezet door Mick Pointer, de vroegere drummer van Marillion en Clive Nolan, die hiervoor in Shadowland had gespeeld. De mastering van het album vond plaats in de Abbey Road Studios. De bedoeling was dat het bij dit ene album zou blijven, er werd verwacht dat er ongeveer 3.000 stuks van verkocht zouden worden. Het werden er echter circa 35.000, reden voor de band op hun gezichtsveld uit te breiden tot een vijftal albums (ook deze beperking verviel later).
De fanclub van Arena (The cage) is naar dit album genoemd. Solomon is het lijflied van de band geworden en verwijst naar het Salomonsoordeel, hier gezien vanuit het machteloze kind. Jericho verwijst naar de bouw en ondergang van de stad Jericho in de Bijbeltraditie. Carson en Orsi verlieten de band na dit album.

## Musici
- Clive Nolan – toetsinstrumenten (Arena Studio, Londen)
- Mick Pointer – slagwerk (Orchard Farm Studio)
- John Carson – zang (Thin Ice Studio)
- Keith More – gitaars (Arena Studio)
- Cliff Orsi – basgitaar (Thin Ice Studio)

Met
- Steve Rothery – gitaar op Crying for help IV (gitarist van Marillion)
- Tracy Hitching, Tosh McMann, Martin Albering, Marc van Dongen - achtergrondzang

## Muziek
| Nr. | Titel                 | Duur  |
| --- | --------------------- | ----- |
| 1.  | Out of the wilderness | 8:02  |
| 2.  | Crying for help I     | 1:22  |
| 3.  | Valley of the kings   | 10:10 |
| 4.  | Crying for help II    | 3:08  |
| 5.  | Jericho               | 6:50  |
| 6.  | Crying for help III   | 4:24  |
| 7.  | Midas vision          | 4:36  |
| 8.  | Crying for help IV    | 5:05  |
| 9.  | Solomon               | 14:37 |

In het dankwoord werd nog verwezen naar leden van andere bands waarin met name Nolan en Pointer hadden gespeeld:
- Andy Pickford – een specialist in jaren 90 synthesizers
- Nick Barrett – zanger uit Pendragon
- Karl Groom – maatje van Nolan uit Shadowland
- Paul Ward – specialist in jaren 90 synthesizers met 2 soloalbums
- de Marillion-fanclubs waar ook ter wereld en
- Pallas voor het uitlenen van de mellotron.